# Psychiatrisch ziekenhuis

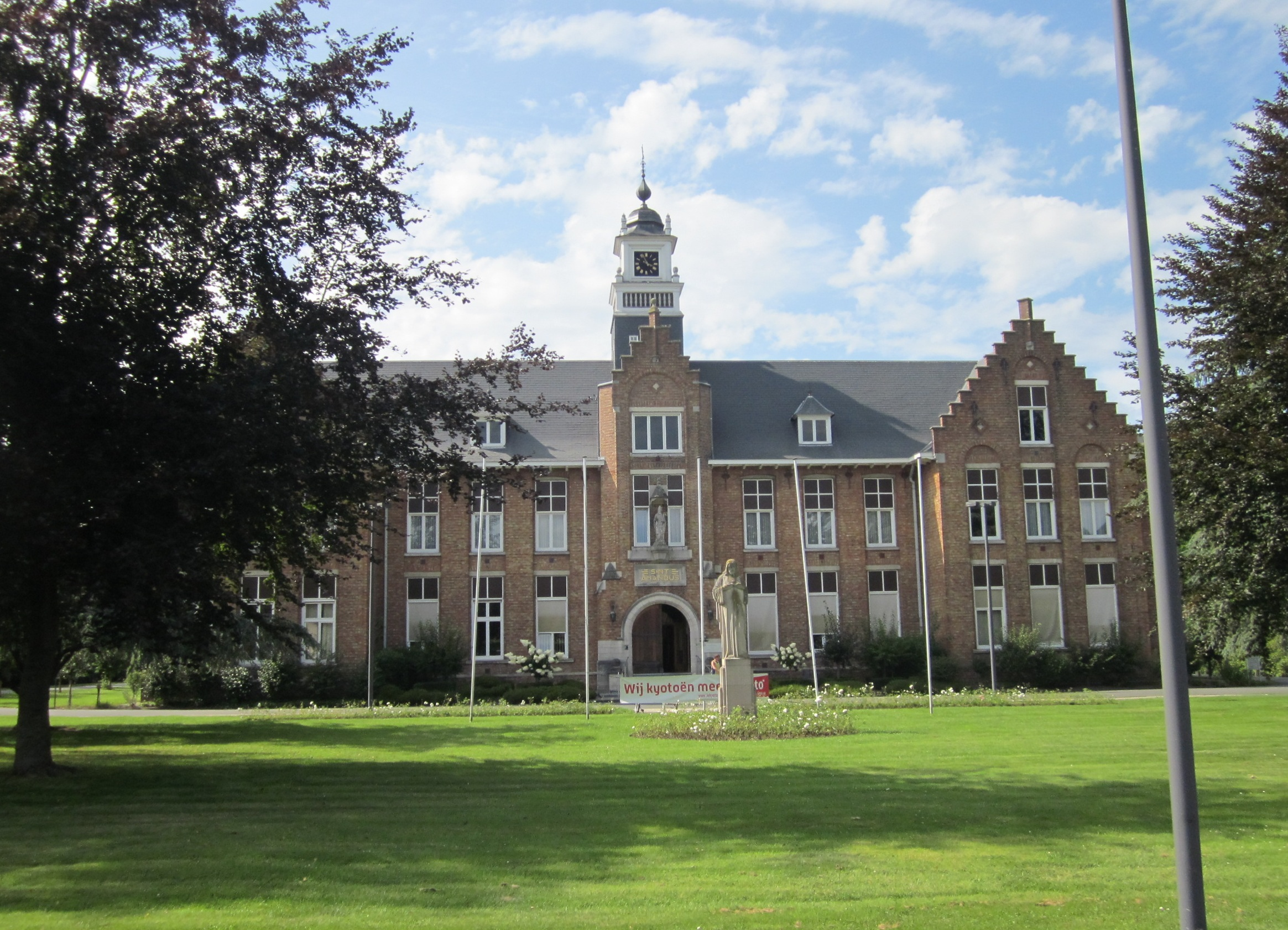
Psychiatrisch Centrum Sint-Amandus in Beernem

Een psychiatrisch ziekenhuis is een gespecialiseerd ziekenhuis voor mensen met psychische problemen voor intensieve psychiatrische therapie (behandeling) of psychiatrische verpleging. 
Deze ziekenhuizen zijn een belangrijk onderdeel van de geestelijke gezondheidszorg (GGZ). Er wordt intramurale zorg geboden (waarbij iemand voltijds wordt opgenomen en dus ook 's nachts in de kliniek verblijft) en vaak ook dagbehandeling, poliklinische behandeling, crisisopname. Het doel van de behandeling is in de meeste gevallen het oplossen of verminderen van de psychiatrische symptomen en rehabilitatie van de patiënten in de samenleving. Indien dat niet mogelijk is, bij chronisch psychiatrische ziekten, wordt door psychiatrische verpleging geboden of stromen patiënten door naar een psychiatrisch verzorgingstehuis, beschut wonen, begeleid wonen of beschermd wonen (zie Beschermd wonen in Nederland en Beschermd wonen in Vlaanderen).

## Dolhuizen en gekkenhuizen
Voor de opkomst van de moderne psychiatrie werden mensen die zich sterk afwijkend gedroegen opgenomen in zogenaamde dolhuizen of gekkenhuizen.

## Therapeutische gemeenschap
In de jaren 1960-1990 kende men in de psychiatrie een aantal sociotherapeutische gemeenschappen en psychotherapeutische gemeenschappen. Dit waren op min of meer democratische leest geschoeide afdelingen van psychiatrische ziekenhuizen of zelfstandige instellingen waar mensen met psychische problemen in een 'therapeutische leefomgeving' aan zichzelf konden werken.